# Барчуков, Фёдор Викторович
Фёдор Викторович Барчуков (род. 28 мая 1955, Рясник, Курская область) — советский волейболист, нападающий. Мастер спорта СССР (1975).
Выпускник Ленинградского техникума физической культуры (1977) и Ленинградского института советской торговли (1986).
Выступал за ленинградские «Автомобилист» (1972—1983) и «Динамо» (1983—1985), а также за харьковский «Локомотив» (1985—1986).
В чемпионате СССР 7 раз становился серебряным (1976, 1977, 1978, 1979, 1980, 1981, 1982) и 3 раза бронзовым (1973, 1974, 1975) призёром.
Побеждал в Кубке обладателей кубков (1982), Кубке мира (1977) и чемпионом Европы среди молодёжи (1975). На Спартакиаде народов СССР 1975 года завоёвывал серебряную медаль. Входил в число списках сильнейших игроков Советского Союза по итогам 1977, 1978 и 1980 годов.
В городе Железногорск Курской области ежегодно с 1998 года проходит турнир юношеских команд на приз Фёдора Барчукова.